# Contea di North Tipperary
Il North Tipperary (in irlandese Tiobraid Árann Thuaidh, esteso Contae Thiobraid Árann Thuaidh), già North Riding Tipperary, è stato una delle contee moderne della Repubblica d'Irlanda, risultato della suddivisione dell'antica contea di Tipperary avvenuta nel 2002. Ha cessato di esistere nel 2014 quando è stata riaccorpata col South nella contea di Tipperary.
| Controllo di autorità | VIAF (EN) 136510049 · ISNI (EN) 0000 0000 9303 5480 · LCCN (EN) nr2004036043 |